# Megachile mixtura
Megachile mixtura là một loài Hymenoptera trong họ Megachilidae. Loài này được Eardley & R. P. Urban mô tả khoa học năm 2005.